# 1304
1304 је била преступна година.

## Догађаји
- Википедија:Непознат датум — Битка код Скафиде
- Напад Павла Шубића на Хум (1304) Павле I Шубић заробљен. Мировни уговор.

## Рођења
- Википедија:Непознат датум — Рођен Луј I, гроф Фландрије